# 2016 PO296
2016 PO296 est un objet transneptunien double faisant partie des objets épars.

## Caractéristiques
2016 PO296 fait environ 180 km de diamètre, 165 km pour son satellite. Les deux objets orbitent à 19 000 ± 5 000 km l'un de l'autre en 320 jours,.